# Chersodromia curtipennis
Chersodromia curtipennis is een vliegensoort uit de familie van de Hybotidae. De wetenschappelijke naam van de soort is voor het eerst geldig gepubliceerd in 1950 door Collin.